# Капистрано (Калабрия)
Капистрано (итал. Capistrano) — коммуна в Италии, располагается в регионе Калабрия, подчиняется административному центру Вибо-Валентия.
Население составляет 1204 человека, плотность населения составляет 60 чел./км². Занимает площадь 20 км². Почтовый индекс — 89818. Телефонный код — 0963.
Покровителем коммуны почитается Николай Чудотворец. Во второе воскресение августа особо поминается Пресвятая Богородица (Madonna della Montagna).